# Cordilura amurensis
Cordilura amurensis är en tvåvingeart som beskrevs av Ozerov 2007. Cordilura amurensis ingår i släktet Cordilura och familjen kolvflugor. Inga underarter finns listade i Catalogue of Life.